# Liste guatemaltekischer Finanzminister
| Ernannt/Amt angetreten | Name                               | Bemerkungen | in der Regierung von               | Rücktritt oder Entlassung |
| ---------------------- | ---------------------------------- | --- | ---------------------------------- | ------------------------- |
| 30. Juni 1954          | Raúl Reina Rosal                   | Oberstleutnant Höchster Beamter im Verteidigungsministerium | Carlos Castillo Armas              | Sep. 1954                 |
| Okt. 1954              | Jorge Echeverría Lizarralde        | Unternehmer in der Asociación General de Agricultores, 1936: Finanzminister | Carlos Castillo Armas              | Okt. 1957                 |
| Okt. 1957              | Héctor Menéndez de la Riva         | Unternehmer in der Asociación General de Agricultores, 1966 Vizepräsident des Kongress | Guillermo Flores Avendaño          | März 1958                 |
| März 1958              | Carlos Salazar Gatica              | Rechtsanwalt der United Fruit Company. | José Miguel Ramón Ydigoras Fuentes | März 1959                 |
| März 1959              | Julio Prado García Salas           | († 20. November 2012) Agrarunternehmer | José Miguel Ramón Ydigoras Fuentes | Apr. 1960                 |
| Apr. 1960              | Manuel Bendfeldt Jáuregui          | 1954: Direktor der Nationalbank | José Miguel Ramón Ydigoras Fuentes | Apr. 1962                 |
| Mai 1962               | Raúl Reina Rosal                   | Militär | José Miguel Ramón Ydigoras Fuentes | Jan. 1963                 |
| Jan. 1963              | Jorge Lucas Caballeros Mazariego   | Militar | Alfredo Enrique Peralta Azurdia    | 1. Sep. 1965              |
| 1. Sep. 1965           | Gabriel Orellana Estrada           | 1954–1958: Direktor der Nationalbank | Alfredo Enrique Peralta Azurdia    | 30. Juni 1966             |
| 1. Juli 1966           | Alberto Fuentes Mohr               | | Julio César Méndez Montenegro      | 29. Feb. 1968             |
| 1. März 1968           | Mario Fuentes Pieruccini           | (* 12. Juli 2010) Frente Popular Libertador como diputado entre 1947 y 1953 | Julio César Méndez Montenegro      | Aug. 1969                 |
| Aug. 1969              | Emilio Antonio Peralta Portillo    | 19 de diciembre de 1955 al 12 de marzo de 1958: Hauptmann: instructor académico en la Escuela Politécnica. | Julio César Méndez Montenegro      | 30. Juni 1970             |
| 1. Juli 1970           | Jorge Lamport Rodil                | Vorsitzender der Cámara de Comercio de Guatemala, 30. November 1977 – 1. Dezember 1978: Botschafter in Washington, D.C.                                                                                           | Carlos Arana Osorio                | 1. Nov. 1977              |
| Dez. 1977              | Arturo Aroch Navarro               | | Kjell Eugenio Laugerud García      | 1. Juni 1978              |
| 1. Juli 1978           | Hugo Tulio Búcaro García           | Militär | Fernando Romeo Lucas García        | Mai 1981                  |
| 1. Juni 1981           | Arnoldo Belteton San José          | | Fernando Romeo Lucas García        | März 1982                 |
| Apr. 1982              | Leonardo Figueroa Villate          | Militär | Efraín Ríos Montt                  | Apr. 1985                 |
| Apr. 1985              | Armando González Campo             | 1982–1983: Direktor der Nationalbank | Óscar Humberto Mejía Víctores      | Okt. 1985                 |
| Okt. 1985              | Ariel Rivera Irías                 | Botschafter und Außenminister | Óscar Humberto Mejía Víctores      | 13. Jan. 1986             |
| 14. Jan. 1986          | Rodolfo Ernesto Paiz Andrade       | Handelsunternehmer | Marco Vinicio Cerezo Arévalo       | Okt. 1989                 |
| Okt. 1989              | Juan Francisco Pinto Casasola      | | Marco Vinicio Cerezo Arévalo       | 13. Jan. 1990             |
| 14. Jan. 1990          | Marciano Castillo González         | | Marco Vinicio Cerezo Arévalo       | 14. Jan. 1991             |
| 14. Jan. 1991          | Raquel Zelaya                      | Licenciada en Economía por la Universidad Rafael Landívar | Jorge Antonio Serrano Elias        | Apr. 1991                 |
| Apr. 1991              | Richard Aitkenhead Castillo        | 2004–2008: comisionado presidencial para la ejecución del programa de gobierno del Presidente Óscar Berger 1991–1993: Minister für öffentliche Arbeiten und Mitglied der Comisión Presidencial de la Paz (COPAZ). | Jorge Antonio Serrano Elias        | 1993                      |
| Jan. 2008              | Juan Alberto Fuentes Knight        | Sohn von Alberto Fuentes Mohr | Álvaro Colom Caballeros            | Juni 2010                 |
| 26. Juni 2010          | Édgar Alfredo Balsells Conde       | [ 6 ] | Álvaro Colom Caballeros            | 15. Nov. 2010             |
| 15. Nov. 2010          | Rolando Alfredo del Cid Pinillos   | | Álvaro Colom Caballeros            | 14. Jan. 2012             |
| 14. Jan. 2012          | Pavel Vinicio Centeno López        | Maestro en Finanzas por la Universidad de Guadalajara, México. | Otto Pérez Molina                  | 17. Okt. 2013             |
| 17. Okt. 2013          | María Concepción Castro Mazariegos | [ 7 ] | Otto Pérez Molina                  |                           |